# ハードウェア (映画)
『ハードウェア』（原題：Hardware）は、1990年制作のイギリス・アメリカ合衆国のSF映画。リチャード・スタンリーの初監督映画。第19回アボリアッツ国際ファンタスティック映画祭（1991年）SFX賞受賞。

## あらすじ
核戦争によって放射能汚染された近未来。屑鉄ディーラーのハゲタカが砂漠に埋もれていたロボットの頭部を見つけ、故買屋のアルヴィーの元へ持ち込む。
そこに偶然居合わせた闇市の売人であるモーは仲間のシェイスと共にそれを買い取り、恋人の前衛芸術家であるジルに贈る。ジルはロボットの頭部を加工して制作中のオブジェの中心に据えるが、それは極秘に開発された戦闘用バイオ・サイバー・ロボットマーク13の頭部だった。
高い人工知能を持つマーク13はロボットの正体に勘付いたアルヴィーを殺害。そして、ジルの部屋にあった様々な材料を使ってボディを修復して甦り、ジルに襲いかかってくる。
隣人でジルのストーカーであるリンカーンが救助に来るも、マーク13に呆気なく殺害されてしまう。その後、駆け付けたモーとシェイスらが銃撃し、マーク13は窓から落下する。
破壊したかと思われたマーク13だが、窓からジルを引きずり出し、彼女を階下の部屋に落下させる。モーはマーク13と対峙するも返り討ちに遭い絶命する。
シェイスらに救出されたジルはモーを助け出すため再び建物に戻る。その過程で新たに警備員2人を殺害したマーク13だったが、ジルに水に弱いという弱点を発見される。ジルはマーク13を浴室に誘き出し、シャワーを浴びせ機能停止に追い込んだ。
翌朝、ラジオでマーク13が政府に承認され、大量生産されることが発表され物語は幕を閉じる。

## キャスト
| 役名                               | 俳優                     | 日本語吹替 | 日本語吹替                                                            |
| 役名                               | 俳優                     | VHS版      | テレビ東京版                                                          |
| ---------------------------------- | ------------------------ | ---------- | --------------------------------------------------------------------- |
| モーゼス・バクスター（モー）       | ディラン・マクダーモット | 安原義人   | 安原義人                                                              |
| ジル                               | ステイシー・トラヴィス   | 島本須美   | 相沢恵子                                                              |
| シェイス                           | ジョン・リンチ           | 牛山茂     | 牛山茂                                                                |
| リンカーン・ワインバーグ・ジュニア | ウィリアム・フットキンス | 郷里大輔   | 坂口芳貞                                                              |
| アルヴィー                         | マーク・ノースオーヴァー | 麦人       | 飯塚昭三                                                              |
| ハゲタカ                           | カール・マッコイ         |            | 手塚秀彰                                                              |
| アングリー・ボブ（ラジオDJ）       | イギー・ポップ（声のみ） |            | 田中正彦                                                              |
| 水上タクシードライバー             | レミー・キルミスター     |            |                                                                       |
| 役不明又はその他                   | N/A                      | N/A        | 成田剣 山野史人 小島敏彦 幹本雄之 さとうあい 折笠愛 湯屋敦子 森沢芙美 |

- VHS版：エスピーオーから発売のVHSに収録。DVD・BDには未収録。
- テレビ東京版：初回放送「木曜洋画劇場」1994年9月8日[3]